# Сергей Лозница
Сергей Владимирович Лозница (на беларуски: Сяргей Уладзіміравіч Лазніца, на руски: Серге́й Влади́мирович Лозни́ца, на украински: Сергій Володимирович Лозниця) е украински режисьор и инженер от беларуски произход.

## Биография
Роден е на 5 септември 1964 г. в Барановичи, Беларуска ССР. Израства в Киев. През 1987 г. завършва инженерни науки и математика в Киевския политехнически университет. От 1987 до 1991 г. работи в Киевския институт по кибернетика, занимава се с изучаване на изкуствения интелект. Работи и като преводач от японски език. През 1997 г. завършва режисура в Кинематографския институт „Сергей Герасимов“ в Москва. През 2000 г. е режисьор в Санктпетербурската студия за документални филми. От 2001 г. живее в Германия. Автор е на 21 документални и 5 игрални филма.